# Karl Olsson (sportskytt)
Karl Olsson, född 19 november 1981, är en svensk sportskytt.

## Karriär
Olsson började med sportskytte som sexåring i Järnsida skytteförening. Vid EM 2017 i Baku tog han brons i 300 meter standardgevär. Vid VM 2018 i Changwon tog Olsson silver i 300 meter standardgevär.
Vid EM 2019 i Bologna tog Olsson guld och noterade ett nytt världsrekord tillsammans med Per Sandberg och Johan Gustafsson i lagtävlingen i 300 meter liggande gevär. Han tog även silver i 300 meter standardgevär och brons tillsammans med Elin Åhlin i den mixade lagtävlingen i 300 meter gevär. Vid EM 2022 i Zagreb tog Olsson silver tillsammans med Elin Åhlin i den mixade lagtävlingen i 300 meter gevär 3 ställningar.
Vid EM 2024 i Osijek tog Olsson guld tillsammans med Elin Åhlin i den mixade lagtävlingen i 300 meter liggande gevär samt 300 meter gevär 3 ställningar. Han tog även brons i den öppna klassen i 300 meter standardgevär samt brons tillsammans med Andreas Jansson och Johan Gustafsson i lagtävlingen i 300 meter liggande gevär.